# Cinema Condes

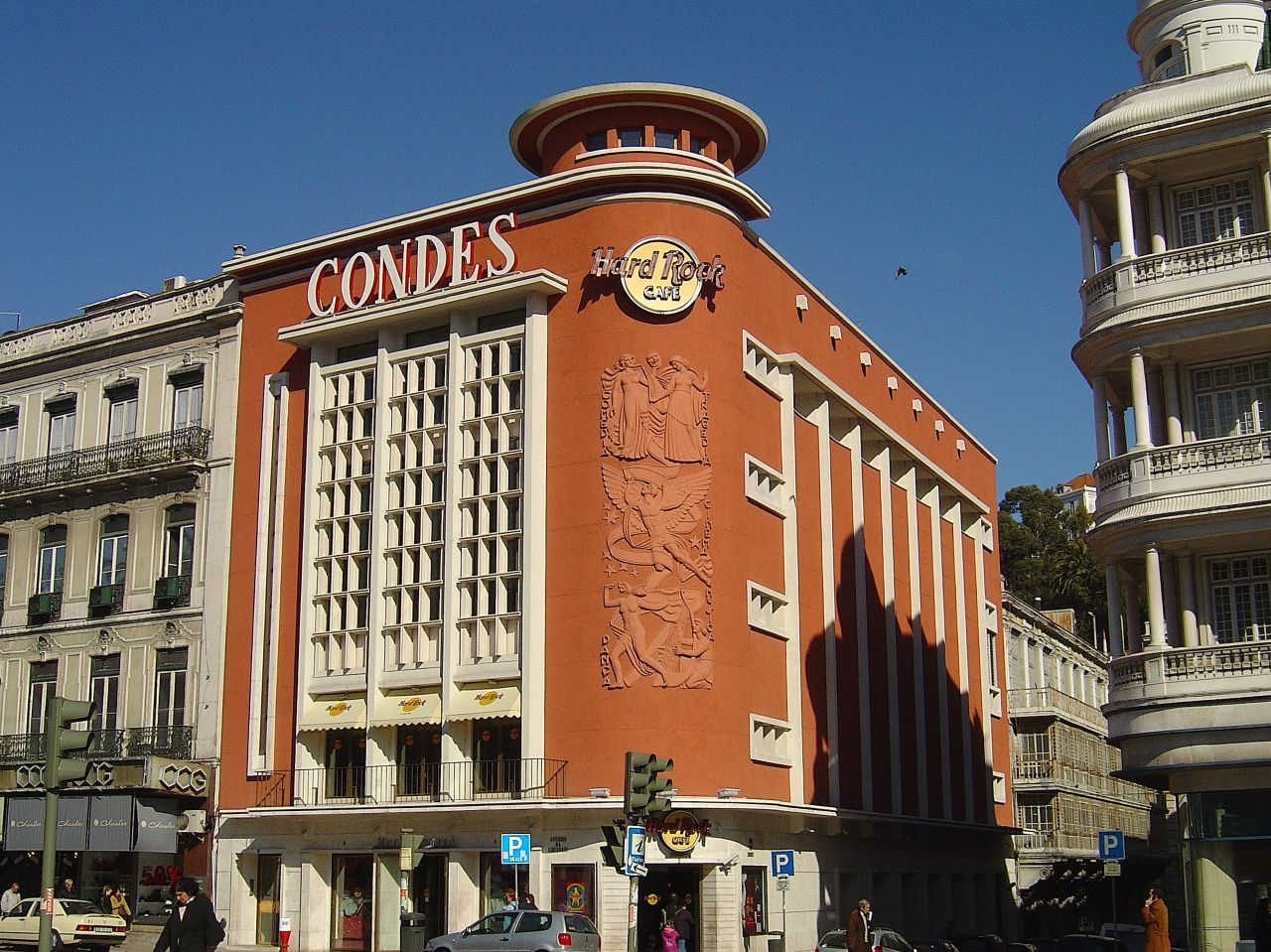
Runde Ecke: Das ehemalige Cinema Condes.

Das Cinema Condes ist ein ehemaliges Kino im Zentrum der portugiesischen Hauptstadt Lissabon.
Es befindet sich in städtebaulich markanter Lage am Übergang der Praça dos Restauradores in die Prachtstraße Avenida da Liberdade und wurde ab 1950 im Auftrag des Theaterunternehmens Variedades an der Stelle des ehemaligen Teatro Condes errichtet. Architekt Raul Tojal schuf einen dem Modernismus verpflichteten Bau, dessen Ecklage durch einen aufgesetzten Rundbau betont wird. An der abgerundeten Ecke befindet sich ein Relief aus bemaltem Gips des Künstlers Arístides Vaz.
Das Kino wurde 1952 eingeweiht. Nach Umbauarbeiten wurde darin 2003 eine Filiale der Restaurantkette Hard Rock Cafe eröffnet.